# Gian Luca Galletti

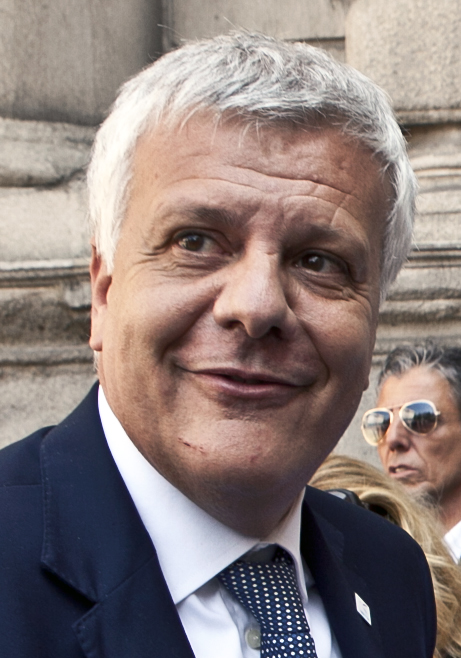
Gian Luca Galletti

Gian Luca Galletti (* 15. Juli 1961 in Bologna) ist ein italienischer Politiker (UdC, CpE).

## Leben
Galleti wurde 1961 in Bologna geboren. Er studierte an der Universität Bologna und graduierte in Wirtschaft und Handel. 1999 wurde er als Mitglied der Christlich-Demokratischen Union in den Stadtrat von Bologna gewählt; wo er bis 2004 war er Haushaltsberater im Kabinett von Giorgio Guazzaloca fungierte. Von 2006 bis 2013 war Galletti Abgeordneter in der Camera dei deputati. Als Nachfolger von Andrea Orlando wurde Galletti 2014 Umweltminister im Kabinett Renzi und 2016 im Kabinett Gentiloni.